# Pierre Montel (homme politique)
Ne doit pas être confondu avec Pierre Montel (karaté).
Pour les articles homonymes, voir Montel.
Pierre Montel, né le 13 décembre 1896 à Lyon 3e (Rhône) et décédé le 13 janvier 1967 à Lyon 2e, est un homme politique français.

## Fonctions gouvernementales
- Secrétaire d'État aux Forces armées (guerre) du gouvernement Henri Queuille (2) (du 2 au 4 juillet 1950)
- Secrétaire d'État à l'Air du gouvernement René Pleven (2) (du 11 août 1951 au 7 janvier 1952)
- Secrétaire d'État à l'Air du gouvernement Edgar Faure (1) (du 20 janvier au 28 février 1952)
- Secrétaire d'État à l'Air du gouvernement Antoine Pinay (du 8 mars au 23 décembre 1952)
- Secrétaire d'État à l'Air du gouvernement René Mayer (du 8 janvier au 21 mai 1953)

## Autres mandats
- Député (PRL) du Rhône (1946-1958)

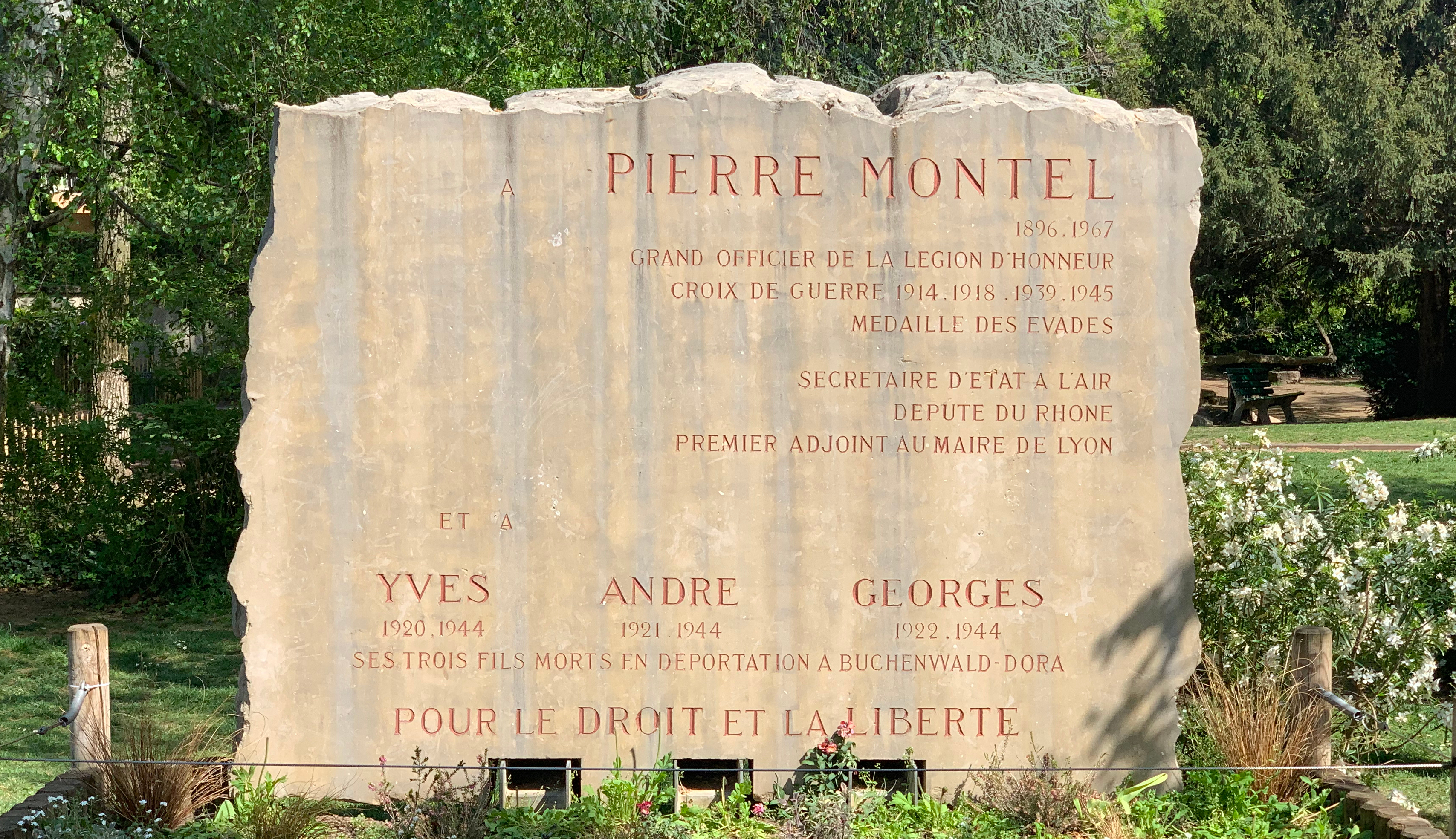
Stèle en son honneur dans le parc Montel (Lyon 9e).

- Candidat à l'élection présidentielle de 1953, il obtient environ 10 % des voix. Adjoint au maire de Lyon, durant de nombreuses années, il fut aussi avocat et expert-comptable.

Ancien combattant et résistant, il a été décoré de la Légion d'honneur au cours de la Première Guerre mondiale; il fut élevé à la dignité de grand-officier de la Légion d'honneur en 1954.
Durant la Seconde Guerre mondiale, recherché par la Gestapo pour ses activités de résistance, il franchit les Pyrénées en 1943 afin de rejoindre l'armée d'Afrique où il servira en tant que lieutenant-colonel sous les ordres du général de Lattre de Tassigny. À la fin de la Seconde Guerre mondiale, il fut quelque temps gouverneur militaire de Fribourg-en-Brisgau, avant de rejoindre Lyon.
Il a avec son épouse Paule, née Cordet, cinq enfants : Yves, André, Georges, Denise et Jacques. Denise est morte en bas âge, ses trois fils aînés sont morts en 1943 et 1944 : André à Buchenwald, Georges et Yves au camp de concentration de Dora.